# Bitva o Maltu
Bitva o Maltu byla jedna z bitev druhé světové války, která proběhla v období od června 1940 do listopadu 1942. Do dějin vstoupila jako bitva o „nepotopitelnou letadlovou loď“, která zabraňovala vojskům Osy ve vytvoření stálých zásobovacích tras mezi Evropou a Severní Afrikou. Na počátku druhé světové války se přehlížený středomořský ostrov stal jedním z klíčových míst bitvy o Středomoří i bitvy o Afriku. Toto přehlédnutí ze strany Benita Mussoliniho přišlo později vojska Osy velmi draho.

## Výhodná pozice
Malta leží téměř přesně v půli Středozemního moře. Nejbližší spojenecká základna se nacházela ve východním Středozemí v Alexandrii 1 300 kilometrů od ostrova a západním směrem opevněný Gibraltar 1 600 kilometrů daleko. Severním směrem se nachází Sicílie a jižním Tripolis, čímž Malta získává v celém Středomoří dominantní strategickou polohu. Letouny startující z ostrova tak mohly kontrolovat průjezd všech lodí. Malta se stala strategickým místem, které umožňovalo volnou plavbu britských konvojů do Egypta a na druhou stranu narušovala italské a německé námořní transporty pro Rommelovi jednotky v Africe. Díky technické převaze německých bombardérů,[zdroj⁠?!] (převážně střemhlavých bombardérů Junkers Ju 87 Stuka) bylo pro Brity téměř nemožné nasadit letadlové lodi z Alexandrie.[zdroj⁠?!] Naštěstí tuto úlohu převzala Malta se svými třemi letišti (Takali, Luqa a Hal Far). Britové získali[kdy?][ujasnit] ostrov, pro který se vžilo označení „nepotopitelná letadlová loď“ a který rozhodující měrou přispěl ke konečnému vítězství spojenců ve Středozemí.

## Začátek války

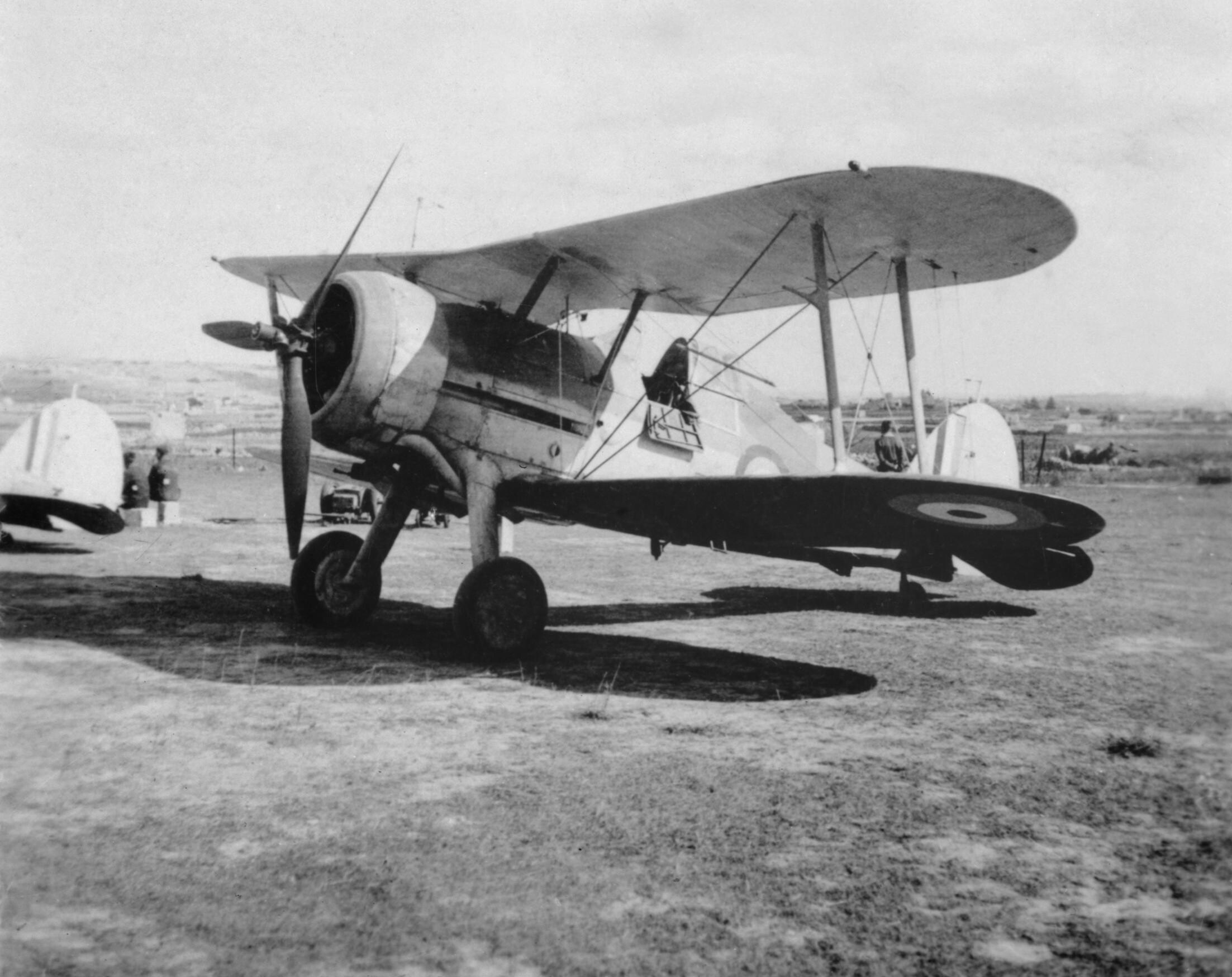
Gloster Gladiator N5520 pojmenovaný „Faith“ („Víra“) na maltském letišti.

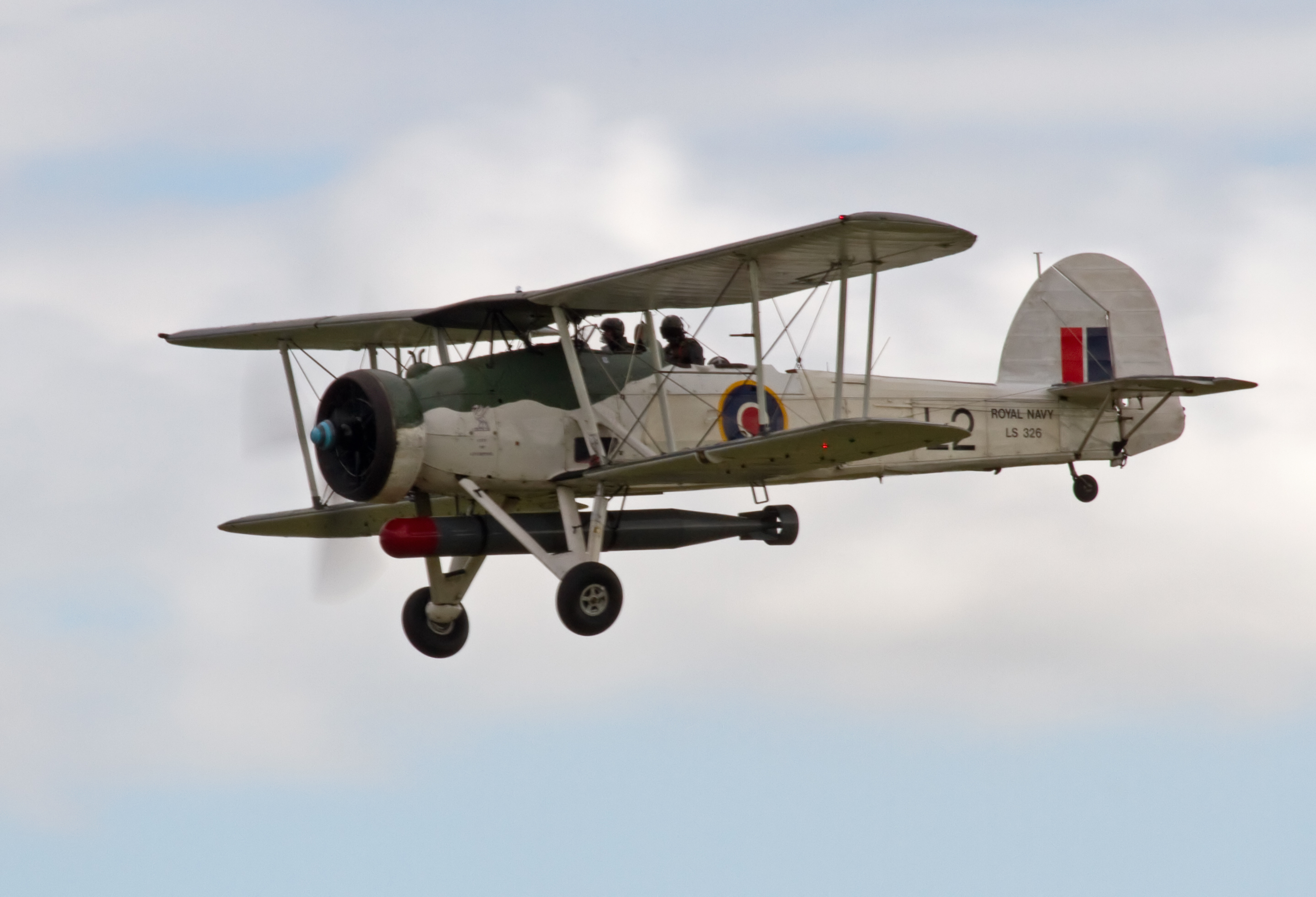
Ilustrační fotografie letadla Fairey Swordfish.

10. června 1940 vyhlásil Benito Mussolini válku spojencům a započal svoje vojenské tažení v Egyptě proti Britům a proti Řecku, jeho vojska ale nebyla připravena na delší válku. V té době obranu Malty, jejích 3 letišť, přístavu a měst tvořilo pouze 68 protiletadlových děl z 156 doporučených. Přítomné letecké síly byly převážně zastaralé stroje v naprosto nedostatečných počtech. Leteckou obranu ostrova zajišťovalo 9 obstarožních dvouplošníků, 5 torpédových bombardérů typu Fairey Swordfish a 4 stíhačky Gloster Gladiator, které skoro po celé tři týdny odrážely útoky Italů.
Podle plánů měly leteckou obranu Malty zajišťovat čtyři perutě stíhaček Hawker Hurricane, ale v době vyhlášení války na ostrově nebyla jediná stíhačka tohoto druhu. V květnu 1940 byly ve skladu námořního letectva objeveny 4 bedny se stroji Gloster Gladiator a už 4. června,[zdroj⁠?!] byly dvojplošníky nasazeny do bojů s narychlo sestavenými posádkami v rámci improvizované letky Hal Far Fighter Flight. Jeden ze strojů byl záhy silně poškozen, ale tři zbývající po 18 dní bránily Maltu před útoky než je přilétly posílit 4 stíhačky typu Hurricane. Tyto tři stroje bránící Maltu se brzy staly symbolem odporu a naděje. Pro jejich význam brzy obdržely přezdívky – Víra, Naděje a Láska. Jejich piloti se stali místními hrdiny, Malťané je zdravili jásotem a jejich fotografie byly vystavovány na většině veřejných míst. (Torzo letadla „Víra“ je do dnešních dnech vystaveno ve Válečném muzeu na Maltě ve městě Valletta.)
Britové, vědomi si důležitosti Malty, začali postupně zvyšovat obranný i útočný potenciál. Postupně na ostrov přilétly stíhačky Hawker Hurricane a další Swordfishe a podle plánu měly z přístavu na Maltě operovat torpédoborce a ponorky proti zásobovacím konvojům Osy. V září konečně dorazil první konvoj obchodních lodí s vojenským materiálem na palubě pro místní skladiště. Ke konci roku 1940 bylo Mussoliniho válečné úsilí v troskách, jeho ofenzívy v Řecku a v Severní Africe se zastavily, britské loďstvo uštědřilo italskému zdrcující porážku v Tarantu. Všechny tyto neúspěchy přiměly Hitlera, aby do konfliktu v oblasti zapojil i německou armádu a letectvo, což mělo za následek eskalaci konfliktu.
V prosinci 1940 se na 100 kilometrů vzdálenou Sicílii přesunul 10. letecký sbor německé luftwaffe pod vedením generála Geisslera, který disponoval převážně stíhačkami Messerschmitt a bombardéry Junkers, čímž vzrostly síly Osy v oblasti přibližně na 400 strojů. Oproti tomu disponoval velitel letectva na Maltě letecký vicemaršál Hugh Lloyd 16 bombardéry Vickers Wellington, 12 torpédonosnými letouny Swordfish, několika lehkými americkými bombardéry Martin Maryland (které tu sloužily hlavně k fotoprůzkumu) a pouhými 16 stíhačkami Hurricane (dalších 16 stíhaček měl přivézt příští zásobovací konvoj). Cílem německého generála bylo získat leteckou převahu v oblasti, aby bylo možné bezpečně přepravovat jednotky Afrikakorps pro Erwina Rommela. Geissler se úkolu pilně zhostil a již počátkem ledna 1941 začala Malta pociťovat sílící nálety ze strany Luftwaffe. V první fázi se Geissler zaměřil na zamezení zásobování ostrova. Původně byly konvoje schopné prorazit až k ostrovu i přes jisté ztráty, ale 10. letecký sbor byl speciálně vycvičen na útoky proti lodím, což se naplno projevilo 10. ledna 1941. Geisslerovy Stuky napadly novou britskou letadlovou loď HMS Illustrious, která doprovázela zásobovací konvoj na Maltu v rámci operace Excess, a velmi vážně jí poškodily.

## První útoky

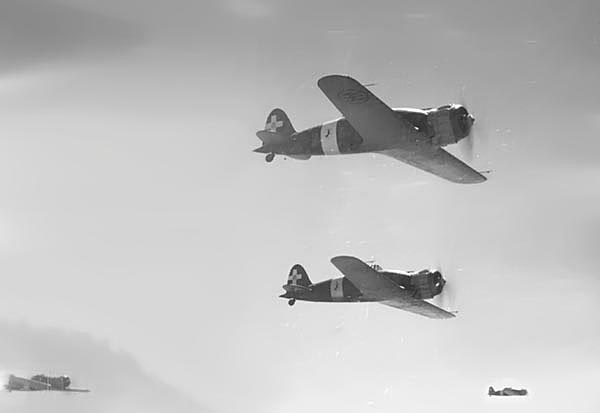
Italské stíhačky Macchi MC.200 Saetta

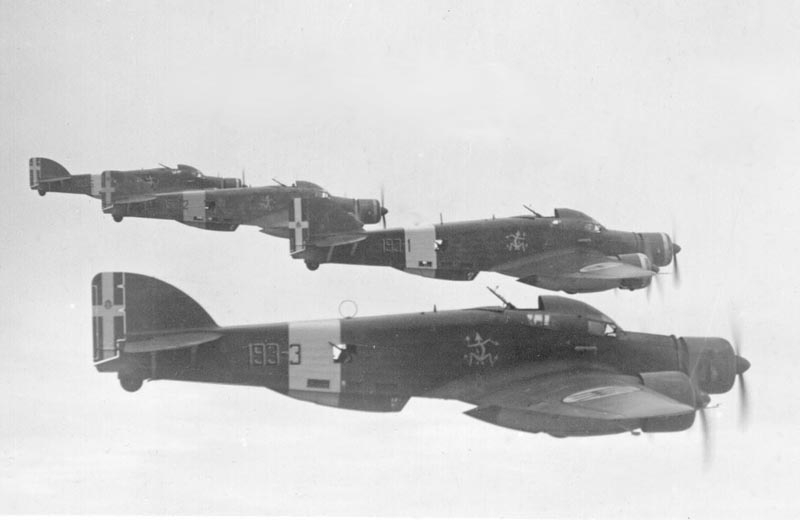
Formace italských bombardérů Savoia-Marchetti SM.79

16. ledna 1941 se nad Maltou poprvé objevily střemhlavé bombardéry německých sil, přibližně 70 strojů Ju 87 zaútočilo po sobě v několika vlnách. Jejich hlavním cílem bylo dorazit těžce poškozenou letadlovou loď, která kotvila v námořních docích na French Creek. Piloti Luftwaffe se několikrát neúspěšně pokusili ji napadnout. V bitvě byla použita naprosto nová taktika protiletadlové obrany, když se spojily baterie chránící doky s ostatními děly rozmístěnými kolem přístavu. Společně vytvořily hráz palby a kouře, kterou musely útočící Stuky překonat. Během náletu bylo z větší části zničeno molo, vedle kterého Illustrious kotvila. Samotná letadlová loď utrpěla pouze jeden lehčí zásah, který poškodil její letovou palubu. Po celou dobu útoku lodní děla pomáhala chránit loď. Stíhačky z lodi přelétly na pozemní základny, odkud startovaly proti útočícím strojům. Němci během útoku přišli minimálně o 10 strojů, kdežto Britové ani o jeden. Nálet stál 53 mrtvých, 19 raněných a zničené historické okolí přístaviště. (Lodi se podařilo s velkými obtížemi v noci na 23. ledna vyklouznout z ostrova do Alexandrie, po složité cestě se dostala do USA, kde prošla důkladnou rekonstrukcí.)
Síla náletů na ostrov neustále rostla a ke konci února byly slabé letecké síly na ostrově těžce decimovány a zbylé bombardéry Wellington staženy. Počátkem března byl počet provozuschopných stíhaček Hurricane zredukován na 8, což umožnilo Rommelovi se nerušeně přeplavit do Afriky téměř bez potíží. Nálety na ostrov stále pokračovaly, i když se postupně snižovala jejich intenzita, jelikož německá Luftwaffe musela v oblasti plnit další úkoly (letecké krytí na Balkáně, krytí v Západní poušti). Během krátkého období relativního klidu byly letecké síly na Maltě značně posíleny a ostrov byl i přes značné ztráty nadále zásobován lodními konvoji.
Britské zásobovací trasy pro Egypt byly vedeny okolo mysu Dobré naděje, což neúměrně prodlužovalo dobu plavby, oproti pouhým 500 kilometrům, které musely překonat zásobovací lodě Osy. Naštěstí pro spojence v oblasti stále figurovala Malta, která stále držela strategickou polohu a narušovala zásobovací trasy pro Afrikakorps. Přibližně 60% zásob Osy končilo na dně Středozemního moře, což začalo dělat problémy v zásobování Erwinu Rommelovi, který v důsledku množství potopených tankerů musel v listopadu 1942 čelit katastrofálnímu nedostatku pohonných hmot a tak zastavit své válečné operace. Stále větší vliv Malty na zásobování byl hlavní důvod, proč se na konci roku začal opět hlavní letecký nápor přesunovat na Maltu.
4. prosince 1941 v noci zahájila německá Luftwaffe systematické bombardování, které trvalo 5 dlouhých měsíců a které mělo definitivně zlomit odpor Královského námořnictva a RAF. V jeho konečném důsledku měl být uskutečněn narychlo sestavený plán invaze na Maltu pod krycím názvem Herkules. Útoky na Maltu byl pověřen polní maršál Albert Kesselring, který měl nad obránci jasnou početní převahu. Časté nálety zničily velkou část britských stíhaček na zemi. V půli února došel stav tak daleko, že Britové měli 11 provozuschopných stíhaček Hurricane a námořní základna ve Vallettě byla velmi vážně poškozena. V březnu přiletěly na ostrov stíhačky Supermarine Spitfire z letadlových lodí, bohužel pro obránce byla značná část těchto stíhaček také zničena na zemi při plošných náletech. S vypětím všech sil se ale dařilo příslušníkům RAF udržovat zbylé letouny natankované a připravené k okamžitému boji. Pro přeživší letouny byly vybudovány protiletecké kryty, které chránily letouny na zemi před útoky v dobách oprav, zbrojení a tankování. V rámci operace Substance v červenci 1941 bylo dopraveno na ostrov 65 000 tun potravin a střeliva. V červnu 1942 se uskutečnila operace Harpoon, která přivezla na ostrov dalších 43 000 tun zásob.

## Nejsilnější nálety

Jiřího kříž se nyní jako projev úcty nachází na vlajce ostrova.

V březnu bitva nad Maltou ještě více zesílila a podle oficiálního vyjádření RAF byla situace 26. března natolik závažná, že nešlo v tento den rozlišovat jednotlivé souboje a popisovat je. Masivní bombardování neslo nejhůře civilní obyvatelstvo, které trpělo nedostatkem potravin, základních životních potřeb a velkými ztrátami. I přes to si zachovávalo vysokou morálku, za což získal lid ostrova 15. dubna od krále Jiřího VI. Jiřího kříž, který do Vallety přivezl nový guvernér lord Gort, kde ho před zraky tisíců diváků během krátkého ceremoniálu předal ostrovanům. 20. června 1943 sestoupil z paluby křižníku HMS Aurora sám král, který ostrovanům, vojenské posádce a guvernérovi osobně poděkoval za projevené hrdinství.
Na konci dubna dospěl Albert Kesselring k závěru, že Malta již nepředstavuje vojenskou hrozbu a tak přeskupil své jednotky na východní frontu nebo k podpoře sil v Severní Africe. 9. května přilétlo na ostrov 64 nových Spitfirů, pro které bylo již vybudováno zázemí. Toho dne zažil ostrov celkem 9 náletů.
10. května poklesla intenzita náletů natolik, že bylo možno na ostrov přemístit značné posily. Počet strojů na ostrově dosáhl za krátkou dobu až 300. Díky ohromnému úsilí jednotek RAF byla rozšířena tři maltská letiště, přistávací dráhy měly celkovou délku 43 km. V červnu dobyl Erwin Rommel velkou britskou základnu v Tobrúku, kde získal velké zásoby pohonných hmot a dalšího vojenského materiálu. Podlehl dojmu, že není nutné Maltu obsadit a přesvědčil své nadřízené, aby jednotky pro operaci Herkules převedli do Afriky.

## Zásobování ostrova

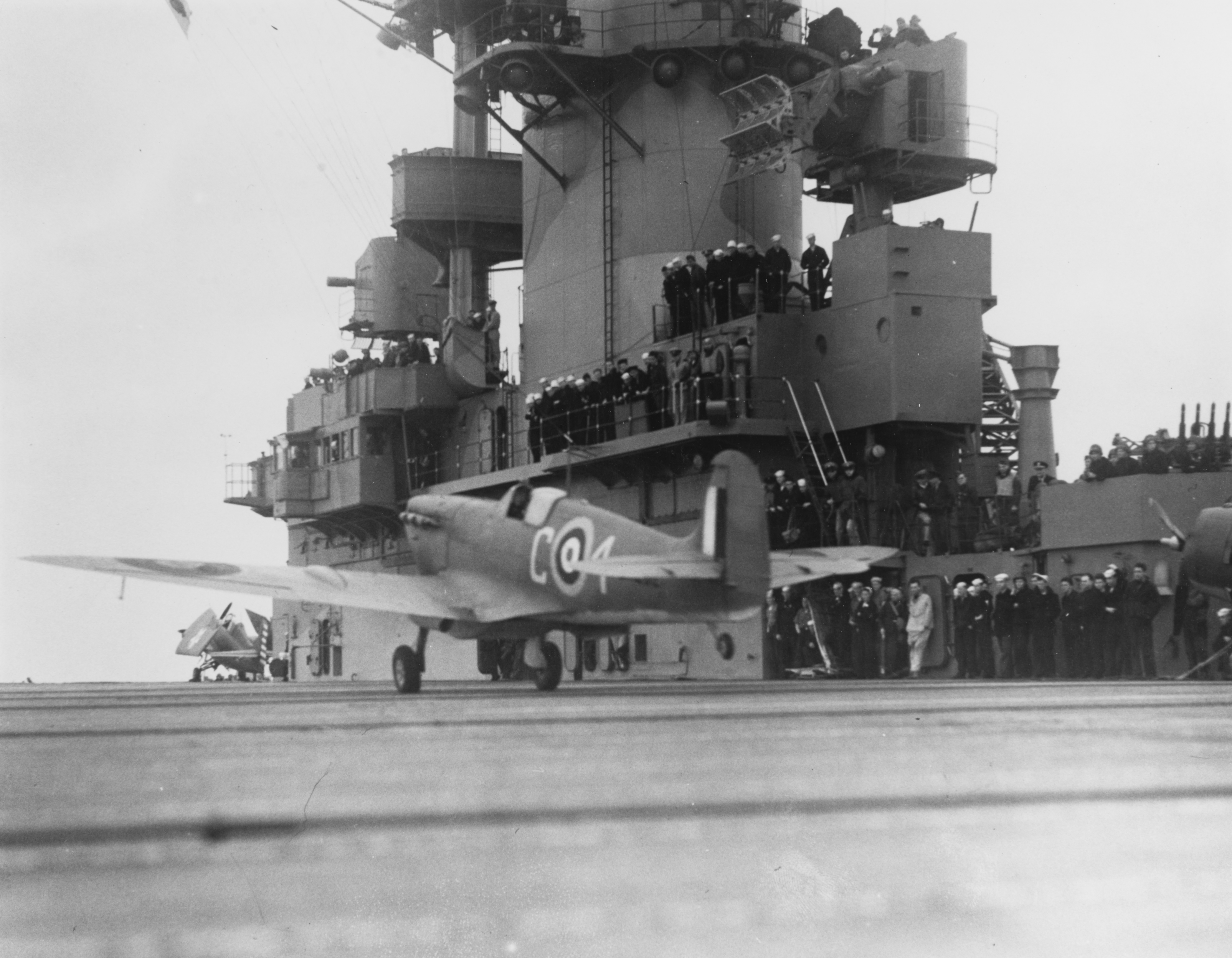
Spitfire Mk. V startuje z USS Wasp k přeletu na Maltu. Květen 1942

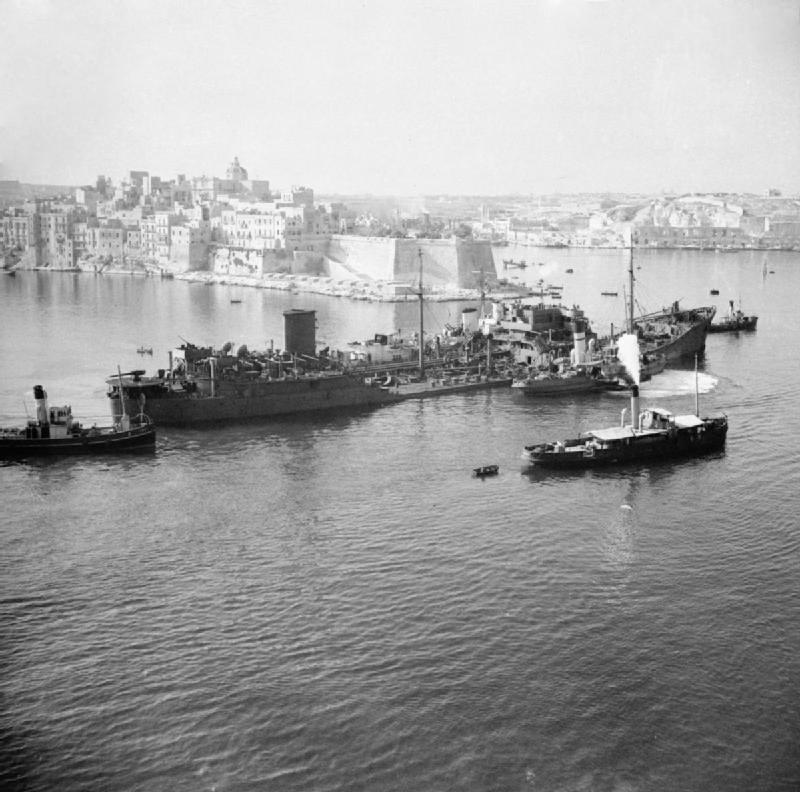
Hluboko ponořený poškozený tanker SS Ohio s cenným nákladem leteckého paliva připlouvá 15. srpna 1942 do La Valletty

V průběhu bitvy se podařilo doplout na Maltu jen několika málo obchodním lodím. Situace na ostrově v oblasti zásobování se den ode dne zhoršovala až dosáhla natolik kritické meze, že zásoby na ostrov vozily dokonce i ponorky. Britské velení si uvědomovalo, že pokud se nepodaří na Maltu dostat zásoby, ostrov bude ztracen. Počátkem srpna byla zorganizována operace Pedestal. Jednalo se o největší konvoj, který byl doposud na Maltu vypraven. V následující bitvě s německými a italskými ponorkami, letouny a torpédovými čluny přišli Britové o letadlovou loď HMS Eagle, dva křižníky, torpédoborec a devět obchodních lodí. Pět dalších nákladních lodí ale na ostrov dorazilo, přivezlo důležité zásoby a umožnilo pokračovat ostrovu v boji. Celkem přivezly 32 000 tun zásob a 13 600 tun pohonných hmot (tanker SS Ohio byl pro značné poškození dopraven do přístavu přivázán mezi dva torpédoborce). Příjezd lodí do přístavu vítaly s nadšením davy lidí. Další námořní blokáda ostrova ale přivedla ostrov opětovně na pokraj vyhladovění, když 19. listopadu zbývaly ostrovu potraviny na 14 dní. Tentýž den však k ostrovu dopluly 4 nákladní lodě. Od té doby již ostrovu vyhladovění nehrozilo, jelikož obléhání ostrova téměř skončilo.
Nálety na Maltu ještě několikrát zintenzivněly. V období října 1942 se snažili nacisté dodat pohonné hmoty Rommelovi a tak opět uskutečnili rozsáhlé nálety na Maltu. Po osmidenních bojích ztratili Němci 100 letounů a Britové 27 strojů. Po květnu 1943 systematické nálety na ostrov ustaly. Úplně poslední nálet na Maltu (celkově 3340. letecký poplach) proběhl 20. července 1943. Spojenci bitvu o Maltu vyhráli. Bitva však stála množství civilních obětí a poškození měst. Na druhou stranu obrovské štěstí ostrovanů bylo to, že od 16. století byla většina budov stavěna z kamene, takže se ostrov nedočkal ničivých požárů podobně jako Londýn.